# Гроссмейстер (шашки)
Гроссмейстер (нем. Großmeister «большой мастер») — высшее спортивное шашечное звание.
Подразделяется на: международных гроссмейстеров и национальных гроссмейстеров.
Согласно ЕВСК, звание гроссмейстер России присваивается игрокам в возрасте не моложе 16 лет. Для выполнения нормы требуется набрать очки согласно таблице. Она верна для дисциплин русские шашки, русские шашки — командные соревнования, русские шашки — быстрая игра, русские шашки — молниеносная игра, стоклеточные шашки, стоклеточные шашки — командные соревнования, стоклеточные шашки — быстрая игра, стоклеточные шашки — молниеносная игра, игра по переписке, обратные шашки (поддавки).
| очки                  | Средний коэффициент Эло турнира | Средний коэффициент Эло турнира |
| --------------------- | ------------------------------- | ------------------------------- |
| (в % от числа встреч) | мужчины                         | женщины                         |
| 63                    | 2576 — 2580                     | 2426 — 2430                     |
| 62                    | 2581 — 2590                     | 2431 — 2440                     |
| 61                    | 2591 — 2600                     | 2441 — 2450                     |
| 60                    | 2601 — 2610                     | 2451 — 2460                     |
| 59                    | 2611 — 2620                     | 2461 — 2470                     |
| 58                    | 2621 — 2630                     | 2471 — 2480                     |
| 57                    | 2631 — 2640                     | 2481 — 2490                     |
| 56                    | 2641 — 2650                     | 2491 — 2500                     |
| 55                    | 2651 — 2660                     | 2501 — 2510                     |
| 54                    | 2661 — 2670                     | 2511 — 2520                     |
| 53                    | 2671 — 2680                     | 2521 — 2530                     |
| 52                    | 2681 — 2690                     | 2531 — 2540                     |
| 51                    | 2691 — 2700                     | 2541 — 2550                     |
| 50                    | 2701 и выше                     | 2551 и выше                     |